# Dulce María Nuñez
Dulce María Nuñez es una artista nacida en la Ciudad de México (1950); busca representar, a través de sus trabajos con la pintura, el papel secundario que jugaba la mujer en su época; buscando expresar su ver y su sentir utilizando la ironía, a veces sutil, en su expresión icono-gráfica. Realizó sus estudios en la Escuela Nacional de Pintura, Escultura y Grabado La Esmeralda y en el Centro de Investigación y Experimentación Plástica de la Ciudad de México; y en el ya desaparecido Centro de Experimentación Plástica del Instituto Nacional de Bellas Artes.

## Carrera
Prestó sus servicios como dibujante e ilustradora en varias dependencias de la Secretaría de Educación Pública: 
- Servicio Nacional de Orientación Educativa,
- Coordinación General de Escuelas Secundarias Experimentales y
- Dirección General de Planeación Educativa.

A lo largo de su amplia trayectoria artística ha realizado un múltiple número de obras como lo son: “Gótico Mexicano” (1987) y “Piedad” (1990); donde refleja la representación cultural mexicana, haciéndose valer de recursos pictográficos de otros artistas como Hermenegildo Bustos y María Izquierdo.
Dentro de su representación artística, utiliza factores que ella considera cotidianos dentro del modus vivendi de la cultura mexicana; como lo son el machismo, la misoginia y el conservacionismo, para dar a entender la importancia que los roles que puede adoptar la mujer dentro de la cultura en México.
Dentro de su obra “Piedad” (1990) hace una representación de la diosa azteca “Tonatzin”, la cual sostiene sobre su regazo una figura de la Virgen de Guadalupe; haciendo una conexión entre las “diosas madres” mexicanas y una expresión del papel fundamental que la mujer ostenta dentro de la sociedad.
Dulce María Núñez realizó una gran aportación al arte contemporáneo mexicano, lo que le otorgó la posibilidad de exhibir sus obras en diversas exposiciones como: la Gráfica Contemporánea Mexicana, auspiciada por la Fundación Cultural BANAMEX en el Palacio de Iturbide (1982); El Color en el Grabado del Museo de Arte Moderno (1984), pudiendo colaborar con los artistas Antonio Martorell (Puerto Rico) y Enrique Ehrenberg (México). Su obra fue un parte aguas para la concepción artística de la época debido a la personalidad con la que se expresaba.
Hacia principios del año 2000 se mudó a la ciudad de León, Guanajuato; para impartir clases de dibujo en la Universidad Iberoamericana.
Actualmente se encuentra en activo, con obra en exposición en varias galerías de México.